# Уберой, Неха
Неха Уберой (англ. Neha Uberoi; родилась 6 февраля 1986 года в Морристауне, США) — американская теннисистка индийского происхождения.
- Финалистка одиночного турнира Orange Bowl-2003.

## Общая информация
Неха — одна из пяти дочерей Махеша и Мадхи Уберой. Двух её старших сестёр зовут Дия и Шиха, а двух младших — Никита и Нимита. Вся семья играет в теннис (отец семейства некогда профессионально играл в его настольную разновидность), но до профессионального спорта доросли лишь Шиха и Неха.
Уроженка Морристауна впервые пришла в теннис в трёх лет. После короткой карьеры в юниорском туре Неха училась в Принстонском университете и играла за него в NCAA, где в 2003 году признавалась игроком года в одиночном и парном разряде.
Американка говорит на хинди, английском и испанском языках.

## Рейтинг на конец года
| Год  | Одиночный рейтинг | Парный рейтинг |
| 2008 | 470               | 347            |
| 2007 | 317               | 193            |
| 2006 | 223               | 164            |
| 2005 | 303               | 134            |
| 2004 | 312               | 401            |
| 2003 | 446               | 487            |
| 2002 | 787               | 750            |
| 2001 | 1151              | 843            |
| 2000 | 1157              | 843            |

## Выступления на турнирах

### Выступление в одиночных турнирах

#### Финалы турнировITFв одиночном разряде (1)

##### Поражения (1)
| Легенда:        |
| --------------- |
| 100.000 USD (0) |
| 75.000 USD (0)  |
| 50.000 USD (0)  |
| 25.000 USD (0)  |
| 10.000 USD (0)  |

| Титулы по покрытиям | Титулы по месту проведения матчей турнира |
| ------------------- | ----------------------------------------- |
| Хард (0)            | Зал (0)                                   |
| Грунт (0)           | Зал (0)                                   |
| Трава (0)           | Открытый воздух (0)                       |
| Ковёр (0)           | Открытый воздух (0)                       |

| №  | Дата         | Турнир         | Покрытие | Соперница в финале | Счёт    |
| 1. | 15 июня 2004 | Форт-Уэрт, США | Хард     | Шиха Уберой        | 1-6 2-6 |

### Выступления в парном разряде

#### Финалы турнировWTAв парном разряде (2)

##### Поражения (2)
| Легенда:                    |
| --------------------------- |
| Турниры Большого Шлема (0)  |
| Олимпиада (0)               |
| Итоговый чемпионат года (0) |
| 1-я категория (0)           |
| 2-я категория (0)           |
| 3-я категория (0)           |
| 4-я категория (0)           |
| 5-я категория (0)           |

| Титулы по покрытиям | Титулы по месту проведения матчей турнира |
| ------------------- | ----------------------------------------- |
| Хард (0)            | Зал (0)                                   |
| Грунт (0)           | Зал (0)                                   |
| Трава (0)           | Открытый воздух (0)                       |
| Ковёр (0)           | Открытый воздух (0)                       |

| №  | Дата             | Турнир           | Покрытие | Партнёрша   | Соперницы в финале                     | Счёт       |
| 1. | 25 сентября 2005 | Калькутта, Индия | Хард(i)  | Шиха Уберой | Елена Лиховцева Анастасия Мыскина      | 1-6 0-6    |
| 2. | 2 октября 2005   | Гуанчжоу, Китай  | Хард     | Шиха Уберой | Мария Елена Камерин Эммануэль Гальярди | 6-7(5) 3-6 |

#### Финалы турнировITFв парном разряде (3)

##### Поражения (3)
| №  | Дата            | Турнир         | Покрытие | Партнёрша      | Соперницы в финале       | Счёт           |
| 1. | 15 июня 2004    | Форт-Уэрт, США | Хард     | Шиха Уберой    | Ваня Кинг Энн Мол        | 6-2 3-6 6-7(5) |
| 2. | 3 октября 2006  | Трой, США      | Хард     | Шанель Схеперс | Лиэнн Бейкер Николь Криз | 7-6(1) 5-7 3-6 |
| 3. | 29 октября 2006 | Огаста, США    | Хард     | Шанель Схеперс | Лиэнн Бейкер Николь Криз | 6-7(3) 1-6     |